# Port lotniczy Daru (Papua-Nowa Gwinea)
Port lotniczy Daru (Papua-Nowa Gwinea) (IATA: DAU, ICAO: AYDU) – port lotniczy zlokalizowany w mieście Daru, w Papui-Nowej Gwinei.